# 함평군의회
함평군의회는 전라남도 함평군 지역을 관할하는 기초의회이다.